# Cacostegania eurycraspis
Cacostegania eurycraspis är en fjärilsart som beskrevs av George Francis Hampson 1910. Cacostegania eurycraspis ingår i släktet Cacostegania och familjen mätare. Inga underarter finns listade i Catalogue of Life.